# Monte Poppe
Il Monte Poppe è un rilievo dell'isola d'Elba.

## Descrizione
Situato nella parte centrale dell'isola, presso Portoferraio, raggiunge un'altezza di 248 metri sul livello del mare.
Il toponimo, attestato nel 1840 nella forma Poggio delle Poppe, deriva dalla morfologia  - simile ad un seno femminile (puppe o poppe) - della stessa montagna. Secondo altre ipotesi, peraltro improbabili, l'etimologia deriverebbe dalla base etrusca pupl- nel senso di altura.